# Tögrög (distrikt i Mongoliet, Gobi-Altaj)
Tögrög (mongoliska: Төгрөг Сум, Төгрөг, Tögrög Sum) är ett distrikt i Mongoliet.   Det ligger i provinsen Gobi-Altaj, i den västra delen av landet, 1 000 km väster om huvudstaden Ulaanbaatar.